# Лукас Гей
Лу́кас Бо́ель Гей (дан. Lucas Boel Hey; нар. 13 квітня 2003, Драгер) — данський футболіст, захисник бельгійського клубу «Андерлехт».

## Клубна кар'єра

### «Люнгбю»
Виступав за молодіжні команди «Драгер», «Торнбю» та А27, а 2019 року приєднався до академії «Люнгбю». 24 травня 2021 року дебютував в основному складі клубу в матчі данської Суперліги проти «Вайле», вийшовши на заміну Магнусу Кострупу. За підсумками дебютного сезону клуб вилетів з еліти, але гравець залишився у команді і через рік допоміг їй повернутися назад.
13 січня 2022 року продовжив контракт з «Люнгбю» ще на 2,5 роки.
В червні 2023 року потрапив до списку топ-100 номінантів на премію «Golden Boy» (2023), посівши 85-те місце. За підсумками липня 2023 року увійшов до команди місяця в Суперлізі.

### «Норшелланн»
6 серпня 2023 року перейшов у «Норшелланн», підписавши чотирирічний контракт. Сума трансферу становила понад 10 млн данських крон. 13 серпня в матчі Суперліги проти «Раннерса» дебютував за нову команду, вийшовши в стартовому складі. 17 серпня в поєдинку кваліфікації Ліги конференцій УЄФА проти румунської «Стяуї» дебютував у єврокубках. 30 листопада 2023 року в матчі Ліги конференцій проти турецького «Фенербахче» забив свій перший гол у професіональній кар'єрі.
20 вересня 2024 року в матчі проти «Віборга» вперше відзначився м'ячем у Суперлізі.

### «Андерлехт»
21 січня 2025 року підписав чотирирічний контракт з бельгійським «Андерлехтом». Сума трансферу становила 30 млн данських крон. 26 січня дебютував за нову команду в матчі Про-ліги проти «Мехелена», вийшовши на заміну Матсу Рітсу. 23 квітня 2025 року в поєдинку Про-ліги проти «Гента» забив свій перший гол за «Андерлехт». В своєму дебютному сезоні дійшов з «Андерлехтом» до фіналу Кубка Бельгії, в якому його команда в підсумку поступилась «Брюгге».

## Кар'єра в збірній
Виступав за збірні Данії до 19, до 20 і до 21 року. В травні 2025 року потрапив в заявку збірної до 21 року на молодіжний чемпіонат Європи в Словаччині. На турнірі провів два матчі, а його команда дійшла до чвертьфіналу, де поступилась збірній Франції.

## Статистика виступів
Станом на 14 серпня 2025 
| Клуб              | Сезон             | Чемпіонат         | Чемпіонат | Чемпіонат | Кубок | Кубок | Єврокубки | Єврокубки | Всього | Всього |
| Клуб              | Сезон             | Дивізіон          | Матчі     | Голи      | Матчі | Голи  | Матчі     | Голи      | Матчі  | Голи   |
| ----------------- | ----------------- | ----------------- | --------- | --------- | ----- | ----- | --------- | --------- | ------ | ------ |
| Люнгбю            | 2020–21           | Суперліга         | 1         | 0         | 0     | 0     | —         | —         | 1      | 0      |
| Люнгбю            | 2021–22           | Перший дивізіон   | 2         | 0         | 1     | 0     | —         | —         | 3      | 0      |
| Люнгбю            | 2022–23           | Суперліга         | 24        | 0         | 1     | 0     | —         | —         | 25     | 0      |
| Люнгбю            | 2023–24           | Суперліга         | 3         | 0         | 0     | 0     | —         | —         | 3      | 0      |
| Люнгбю            | Всього            | Всього            | 30        | 0         | 2     | 0     | 0         | 0         | 32     | 0      |
| Норшелланн        | 2023–24           | Суперліга         | 20        | 0         | 4     | 0     | 8         | 1         | 32     | 1      |
| Норшелланн        | 2024–25           | Суперліга         | 17        | 1         | 2     | 0     | —         | —         | 19     | 1      |
| Норшелланн        | Всього            | Всього            | 37        | 1         | 6     | 0     | 8         | 1         | 51     | 2      |
| Андерлехт         | 2024–25           | Про-ліга          | 18        | 1         | 2     | 0     | 2         | 0         | 22     | 1      |
| Андерлехт         | 2025–26           | Про-ліга          | 3         | 0         | 0     | 0     | 4         | 0         | 7      | 0      |
| Андерлехт         | Всього            | Всього            | 21        | 1         | 2     | 0     | 6         | 0         | 29     | 1      |
| Всього за кар'єру | Всього за кар'єру | Всього за кар'єру | 88        | 2         | 10    | 0     | 14        | 1         | 112    | 3      |

1. ↑  Матчі в Лізі конференцій УЄФА
2. ↑  Матчі в Лізі Євпопи УЄФА
3. ↑  2 матчі в Лізі Європи УЄФА, 2 матч в Лізі конференцій УЄФА

## Досягнення
Особисті досягнення
- Команда місяця данської Суперліги: липень 2023[30]